# Danh sách giải thưởng và đề cử của Baekhyun
Dưới đây là danh sách giải thưởng và đề cử của ca sĩ và diễn viên người Hàn Quốc Baekhyun.

## Giải thưởng âm nhạc
- B
- G
- H
- K
- M
- S

| Lễ trao giải                     | Năm  | Hạng mục                                    | Đề cử cho   | Kết quả      | Chú thích     |
| -------------------------------- | ---- | ------------------------------------------- | ----------- | ------------ | ------------- |
| Brand Customer Loyalty Awards    | 2021 | Male Solo Singer                            | Baekhyun    | Đề cử        | [ 1 ]         |
| Gaon Chart Music Awards          | 2017 | Song of the Year – January (với Suzy)       | "Dream"     | Đề cử        |               |
| Gaon Chart Music Awards          | 2019 | Album of the Year – 3rd Quarter             | City Lights | Đề cử        |               |
| Gaon Chart Music Awards          | 2020 | Artist of the Year – Digital Music (May)    | "Candy"     | Đề cử        | [ 2 ] [ 3 ]   |
| Gaon Chart Music Awards          | 2020 | Artist of the Year – Physical (2nd Quarter) | Delight     | Đoạt giải    | [ 2 ] [ 3 ]   |
| Gaon Chart Music Awards          | 2020 | MuBeat Global Choice Award (Male)           | Baekhyun    | Đề cử        | [ 2 ] [ 3 ]   |
| Gaon Chart Music Awards          | 2021 | Artist of the Year – Physical (2nd Quarter) | Bambi       | Chưa công bố | [ 4 ]         |
| Genie Music Awards               | 2020 | Artist of the Year                          | Baekhyun    | Đề cử        |               |
| Golden Disc Awards               | 2017 | Digital Bonsang (với Suzy)                  | "Dream"     | Đoạt giải    | [ 5 ]         |
| Golden Disc Awards               | 2017 | Asian Choice Popularity Award (với Suzy)    | "Dream"     | Đoạt giải    | [ 5 ]         |
| Golden Disc Awards               | 2019 | Disc Bonsang                                | City Lights | Đoạt giải    | [ 6 ]         |
| Golden Disc Awards               | 2019 | Disc Daesang                                | City Lights | Đề cử        | [ 6 ]         |
| Golden Disc Awards               | 2020 | Disc Bonsang                                | Delight     | Đoạt giải    |               |
| Hanteo Music Awards              | 2021 | Initial Chodong Record Award                | Baekhyun    | Đoạt giải    | [ 7 ]         |
| Hanteo Music Awards              | 2021 | Artist Award - Male Solo                    | Baekhyun    | Đoạt giải    | [ 7 ]         |
| Korean Music Awards              | 2021 | Best Pop Album                              | Delight     | Đề cử        | [ 8 ]         |
| Melon Music Awards               | 2016 | Best R&B / Soul (với Suzy)                  | "Dream"     | Đoạt giải    |               |
| Melon Music Awards               | 2016 | Song of the Year (Daesang) (với Suzy)       | "Dream"     | Đề cử        |               |
| Melon Music Awards               | 2018 | Hot Trend Award (with Loco)                 | "Young"     | Đề cử        |               |
| Melon Music Awards               | 2020 | Top 10 Artist Bonsang                       | Baekhyun    | Đoạt giải    |               |
| Melon Music Awards               | 2020 | Artist of the Year (Daesang)                | Baekhyun    | Đề cử        |               |
| Melon Music Awards               | 2020 | Album of the Year (Daesang)                 | Delight     | Đề cử        |               |
| Melon Music Awards               | 2020 | Best R&B/Soul Award                         | "Candy"     | Đề cử        |               |
| Melon Music Awards               | 2020 | Netizen Popularity Award                    | Baekhyun    | Đề cử        |               |
| Melon Music Awards               | 2020 | Best Indie Award (với Bolbbalgan4)          | "Leo"       | Đoạt giải    |               |
| Melon Music Awards               | 2021 | Top 10 Artist Bonsang                       | Baekhyun    | Đề cử        |               |
| Mnet Asian Music Awards          | 2016 | Best Collaboration (với Suzy)               | "Dream"     | Đoạt giải    | [ 9 ]         |
| Mnet Asian Music Awards          | 2016 | Song of the Year (với Suzy)                 | "Dream"     | Đề cử        | [ 9 ]         |
| Mnet Asian Music Awards          | 2017 | Best Collaboration (with Soyou)             | "Rain"      | Đề cử        |               |
| Mnet Asian Music Awards          | 2017 | Song of the Year (with Soyou)               | "Rain"      | Đề cử        |               |
| Mnet Asian Music Awards          | 2019 | Best Male Artist                            | Baekhyun    | Đoạt giải    | [ 10 ] [ 11 ] |
| Mnet Asian Music Awards          | 2019 | Artist of the Year                          | Baekhyun    | Đề cử        | [ 10 ] [ 11 ] |
| Mnet Asian Music Awards          | 2020 | Best Male Artist                            | Baekhyun    | Đoạt giải    | [ 12 ]        |
| Mnet Asian Music Awards          | 2020 | Artist of the Year                          | Baekhyun    | Đề cử        | [ 12 ]        |
| Mnet Asian Music Awards          | 2020 | Best Vocal Performance – Solo               | "Candy"     | Đề cử        | [ 12 ]        |
| Mnet Asian Music Awards          | 2020 | Song of the Year                            | "Candy"     | Đề cử        | [ 12 ]        |
| Mnet Asian Music Awards          | 2020 | Album of the Year                           | Delight     | Đề cử        | [ 12 ]        |
| Mnet Asian Music Awards          | 2020 | Best Collaboration (với Bolbbalgan4)        | "Leo"       | Đề cử        | [ 12 ]        |
| Mnet Asian Music Awards          | 2020 | Song of the Year (với Bolbbalgan4)          | "Leo"       | Đề cử        | [ 12 ]        |
| Mnet Asian Music Awards          | 2021 | Best Male Artist                            | Baekhyun    | Đoạt giải    | [ 13 ] [ 14 ] |
| Mnet Asian Music Awards          | 2021 | Artist of the Year                          | Baekhyun    | Đề cử        | [ 13 ] [ 14 ] |
| Mnet Asian Music Awards          | 2021 | Album of the Year                           | Bambi       | Đề cử        | [ 13 ] [ 14 ] |
| Mnet Asian Music Awards          | 2021 | Song of the Year                            | "Bambi"     | Đề cử        | [ 13 ] [ 14 ] |
| Mnet Asian Music Awards          | 2021 | Best Dance Performance – Solo               | "Bambi"     | Đề cử        | [ 13 ] [ 14 ] |
| Seoul International Drama Awards | 2021 | Excellent Korean Drama OST                  | "Happy"     | Đề cử        |               |
| Seoul Music Awards               | 2020 | Bonsang Award                               | City Lights | Đề cử        | [ 15 ]        |
| Seoul Music Awards               | 2020 | Popularity Award                            | Baekhyun    | Đề cử        | [ 15 ]        |
| Seoul Music Awards               | 2020 | The K-wave Special Award                    | Baekhyun    | Đề cử        | [ 15 ]        |
| Seoul Music Awards               | 2021 | Bonsang Award                               | Delight     | Đề cử        | [ 16 ]        |
| Seoul Music Awards               | 2021 | R&B Hip Hop Award                           | Delight     | Đề cử        | [ 16 ]        |
| Seoul Music Awards               | 2021 | OST Award                                   | "My Love"   | Đề cử        | [ 16 ]        |
| Seoul Music Awards               | 2021 | Popularity Award                            | Baekhyun    | Đề cử        | [ 16 ]        |
| Seoul Music Awards               | 2021 | The K-wave Special Award                    | Baekhyun    | Đề cử        | [ 16 ]        |
| Seoul Music Awards               | 2021 | Bonsang Award                               | Bambi       | Đề cử        | [ 17 ]        |
| Seoul Music Awards               | 2021 | Popularity Award                            | Baekhyun    | Đề cử        | [ 17 ]        |
| Seoul Music Awards               | 2021 | The K-wave Special Award                    | Baekhyun    | Đề cử        | [ 17 ]        |
| Soribada Best K-Music Awards     | 2020 | Bonsang Award                               | Baekhyun    | Đề cử        | [ 18 ]        |

## Giải thưởng diễn xuất
| Lễ trao giải         | Năm  | Hạng mục                | Đề cử cho                       | Kết quả   | Chú thích     |
| -------------------- | ---- | ----------------------- | ------------------------------- | --------- | ------------- |
| Asia Artist Awards   | 2016 | Popularity Award, Actor | Baekhyun                        | Đoạt giải | [ 19 ] [ 20 ] |
| Asia Artist Awards   | 2016 | Best Rookie Award       | Moon Lovers: Scarlet Heart Ryeo | Đoạt giải | [ 19 ] [ 20 ] |
| Asia Artist Awards   | 2018 | Popularity Award, Actor | Baekhyun                        | Đề cử     |               |
| Baeksang Arts Awards | 2017 | Most Popular Actor (TV) | Moon Lovers: Scarlet Heart Ryeo | Đề cử     |               |
| SBS Drama Awards     | 2017 | New Star Award          | Moon Lovers: Scarlet Heart Ryeo | Đoạt giải | [ 21 ]        |

## Giải thưởng khác

### Hàn Quốc
| Lễ trao giải             | Năm  | Hạng mục                | Đề cử cho | Kết quả | Chú thích |
| ------------------------ | ---- | ----------------------- | --------- | ------- | --------- |
| Brand of the Year Awards | 2020 | Male Artist of the Year | Baekhyun  | Đề cử   | [ 22 ]    |
| APAN Star Awards         | 2020 | Best OST                | "My Love" | Đề cử   |           |

### Quốc tế
| Lễ trao giải             | Năm  | Hạng mục                                  | Đề cử cho               | Kết quả   | Chú thích |
| ------------------------ | ---- | ----------------------------------------- | ----------------------- | --------- | --------- |
| Asian Pop Music Awards   | 2020 | Best Male Artist(Overseas)                | Baekhyun                | Đoạt giải | [ 23 ]    |
| Asian Pop Music Awards   | 2021 | Best Male Artist(Overseas)                | Baekhyun                | Đề cử     | [ 24 ]    |
| Asian Pop Music Awards   | 2021 | Best Dance Performance (Overseas)         | Bambi                   | Đề cử     | [ 24 ]    |
| Asian Pop Music Awards   | 2021 | People's Choice Award (Overseas)          | Bambi                   | Đoạt giải | [ 24 ]    |
| Asian Pop Music Awards   | 2021 | Top 20 Albums of the year (Overseas)      | Bambi                   | Đoạt giải | [ 24 ]    |
| Asian Pop Music Awards   | 2021 | Top 20 Songs of the year (Overseas)       | "Bambi"                 | Đoạt giải | [ 24 ]    |
| Asian Pop Music Awards   | 2021 | Best OST (Overseas)                       | "U"                     | Đoạt giải | [ 24 ]    |
| Asian Pop Music Awards   | 2021 | Best Collaboration (với Colde) (Overseas) | "When Dawn Comes Again" | Đề cử     | [ 24 ]    |
| Fandom School Awards     | 2017 | Individual Popularity Award               | Baekhyun                | Đoạt giải | [ 25 ]    |
| YinYueTai V-Chart Awards | 2017 | Most Popular Singer (South Korea)         | Baekhyun                | Đoạt giải |           |
| Soompi Awards            | 2017 | Best Idol Actor                           | Baekhyun                | Đoạt giải | [ 26 ]    |
| Soompi Awards            | 2017 | Best Collaboration                        | "Dream"                 | Đoạt giải | [ 26 ]    |
| Soompi Awards            | 2018 | Best Male Solo                            | Baekhyun                | Đoạt giải | [ 27 ]    |
| Soompi Awards            | 2018 | Best Collaboration                        | "Rain"                  | Đề cử     | [ 27 ]    |
| BreakTudo Awards         | 2018 | K-pop Male Artist                         | Baekhyun                | Đề cử     | [ 28 ]    |

## Chương trình âm nhạc

#### Show Champion
| Năm  | Ngày      | Bài hát |
| ---- | --------- | ------- |
| 2020 | 3 tháng 6 | "Candy" |

#### Music Bank
| Năm  | Ngày       | Bài hát            | Điểm |
| ---- | ---------- | ------------------ | ---- |
| 2016 | 15 tháng 1 | "Dream" (ft. Suzy) | 4229 |
| 2016 | 22 tháng 1 | "Dream" (ft. Suzy) | 8391 |
| 2019 | 19 tháng 7 | "UN Village"       | 8401 |
| 2019 | 26 tháng 7 | "UN Village"       | 6266 |
| 2020 | 5 tháng 6  | "Candy"            | 8236 |
| 2021 | 9 tháng 4  | "Bambi"            | 8009 |

#### Show! Music Core
| Năm  | Ngày       | Bài hát      | Điểm |
| ---- | ---------- | ------------ | ---- |
| 2019 | 20 tháng 7 | "UN Village" | 6773 |

#### Inkigayo
| Năm  | Ngày       | Bài hát            | Điểm  |
| ---- | ---------- | ------------------ | ----- |
| 2016 | 17 tháng 1 | "Dream" (ft. Suzy) | 10000 |
| 2016 | 24 tháng 1 | "Dream" (ft. Suzy) | 8854  |
| 2016 | 31 tháng 1 | "Dream" (ft. Suzy) | 7979  |
| 2020 | 7 tháng 6  | "Candy"            | 7767  |